# آنتونیو گارسیا روبلدو
آنتونیو گارسیا روبلدو (اسپانیایی: Antonio García Robledo‎؛ زادهٔ ۶ مارس ۱۹۸۴) بازیکن هندبال اهل اسپانیا است.